# Massacre de Césène
Le massacre de Césène, également connu sous le nom de sac des Bretons (Sacco dei Bretoni en italien), est un épisode de la guerre des Huit Saints survenu du 1er au 3 février 1377.

## Historique

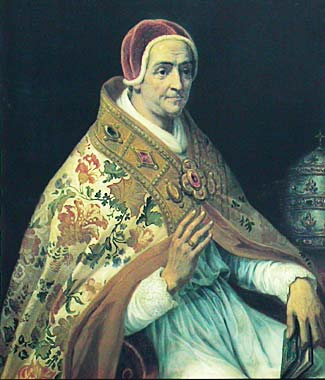
Le « boucher de Césène ».

Alors que les papes sont français et résident en Avignon, les Italiens s'insurgent contre leur habitude de nommer des légats et gouverneurs français peu familiers des affaires italiennes dans les provinces ecclésiastiques d’Italie. Perpétuant cette mauvaise habitude, le pape français Grégoire XI entre en conflit avec la République florentine, qui pousse une coalition des communes italiennes à se révolter contre l’administration des légats français.
En février 1377, le légat pontifical d’Italie supérieure (1376-78) Robert de Genève, futur antipape Clément VII, qui vient d’être nommé cardinal, se charge de réprimer la résistance de la petite ville de Césène, qui s’est opposée pour la deuxième fois en une génération à son incorporation dans les États pontificaux.
À la tête d’une milice de mercenaires bretons dirigés par le condottiere anglais John Hawkwood, Robert de Genève déclenche le massacre de 4 000 civils.
Ces atrocités, même selon les règles de guerre de l'époque, révoltent encore plus les Italiens contre la papauté et valent à Robert de Genève le surnom de « boucher » ou « bourreau de Césène ». Cet évènement marque une rupture nette avec le passé dans l’histoire de Césène qui se divise entre un « avant- » et un « après-sac des Bretons ».
On doit à Coluccio Salutati une courte comédie latine en quatre scènes décrivant « le massacre de la malheureuse ville de Césène ».